# Стіллвотер (селище, Нью-Йорк)
Стіллвотер (англ. Stillwater) — селище (англ. village) в США, в окрузі Саратога штату Нью-Йорк. Населення — 1754 особи (2020).

## Географія
Стіллвотер розташований за координатами 42°56′38″ пн. ш. 73°38′39″ зх. д. / 42.94389° пн. ш. 73.64417° зх. д. (42.943930, -73.644207).  За даними Бюро перепису населення США в 2010 році селище мало площу 3,79 км², з яких 3,26 км² — суходіл та 0,53 км² — водойми.

## Демографія
Згідно з переписом 2010 року, у селищі мешкало 1738 осіб у 679 домогосподарствах у складі 486 родин. Густота населення становила 459 осіб/км².  Було 740 помешкань (195/км²).
Расовий склад населення:
| - 96,8 % — білих - 0,4 % — чорних або афроамериканців - 0,3 % — азіатів - 0,1 % — корінних американців |

До двох чи більше рас належало 1,8 %. Частка іспаномовних становила 2,8 % від усіх жителів.
За віковим діапазоном населення розподілялося таким чином: 24,8 % — особи молодші 18 років, 61,9 % — особи у віці 18—64 років, 13,3 % — особи у віці 65 років та старші. Медіана віку мешканця становила 38,4 року. На 100 осіб жіночої статі у селищі припадало 93,8 чоловіків;  на 100 жінок у віці від 18 років та старших — 92,8 чоловіків також старших 18 років.
Середній дохід на одне домашнє господарство  становив 72 234 долари США (медіана — 64 722), а середній дохід на одну сім'ю — 77 966 доларів (медіана — 72 273). Медіана доходів становила 51 071 долар для чоловіків та 38 015 доларів для жінок. За межею бідності перебувало 13,4 % осіб, у тому числі 24,5 % дітей у віці до 18 років та 8,9 % осіб у віці 65 років та старших.
Цивільне працевлаштоване населення становило 901 особа. Основні галузі зайнятості: освіта, охорона здоров'я та соціальна допомога — 25,0 %, роздрібна торгівля — 17,3 %, виробництво — 10,2 %, будівництво — 9,5 %.